# Fundació X.Org
La Fundació X.Org, o en anglès, X.Org Foundation, és una corporació sense ànim de lucre que té per objectiu la recerca, el desenvolupament, l'organització, l'administració, l'estandardització, la promoció i la defensa de la pila de gràfics accelerats lliure i oberta. Això inclou, entre d'altres, DRM, Mesa 3D, Wayland i l'X Window System (en la implementació de l'X.Org Server). La Fundació X.Org va ser fundada el 22 de gener de 2004.

## Organització
La Fundació X.Org va ser fundada el 22 de gener de 2004.
La Fundació va néixer fruit de la unió d'antics desenvolupadors d'XFree86 amb l'entitat que revisava els estàndards X i publicava la implementació de referència oficial. La creació de la Fundació va marcar un gir radical en la gestió de X. Mentre els administradors de X des del 1988 (incloent The Open Group) havien estat organitzacions comercials, la Fundació és dirigida i organitzada en una comunitat de desenvolupadors de programari.
El 2005, la Fundació va sol·licitar l'estatus 501(c)(3), el qual li va ser reconegut el 2012, amb l'ajuda del Software Freedom Law Center (SFLC). El 2013, la Fundació va perdre'n l'estatus perquè no tenia ingressos a declarar i no va ser avisat per la SFLC, però el mateix any va tornar a ser reconegut amb l'estatus després de solucionar-ne el problema. En el futur, el Software in the Public Interest gestionarà el tema legal.

## Camps d'actuació
La Fundació X.Org no proporciona orientació tècnica, plans de treball ni terminis, comunicats ni supervisió de qualsevol tipus.
La Fundació X.Org proporciona eines de comunicació (en relació amb freedesktop.org), una trobada física anual (X.Org Developer's Conference) i finançament per ajudar a desenvolupar la pila de gràfics lliures.
A més, la Fundació és una organització aprovada del Google Summer of Code (GSoC).